# Marie-Claude Arnaud
Marie-Claude Arnaud-Delabrière est une mathématicienne française, spécialisée dans les systèmes dynamiques. Elle est professeur d'université de mathématiques à l'université d'Avignon, puis à partir de 2021 à l'université Paris-Cité. De 2013 à 2018 elle est membre senior de l'Institut Universitaire de France.
Arnaud a obtenu son doctorat en 1990 à l'université Paris Diderot sous la direction de Michael Herman.
En 2010, Arnaud a été conférencière au Congrès international des mathématiciens. En 2011, elle remporte le prix Prix Gabrielle-Sand  de l'Académie des Sciences pour ses travaux sur les systèmes dynamiques hamiltoniens et en particulier sur la régularité des courbes invariantes dans la dynamique du billard,.